# 南川村
南川村（みなみかわむら）は、かつて新潟県中頸城郡にあった村。

## 沿革
- 1889年（明治22年）4月1日 - 町村制施行に伴い中頸城郡市村新田、上三分一村、下三分一村、松本新田村、上吉新田村、下吉新田、西福島村、北四ツ屋星新田、浮島新田が合併し、南川村が発足。
- 1901年（明治34年）11月1日 - 中頸城郡大瀁村、頸城村と合併し、大瀁村を新設して消滅。